# Jean-Yves Le Borgne
Pour les articles homonymes, voir Le Borgne.

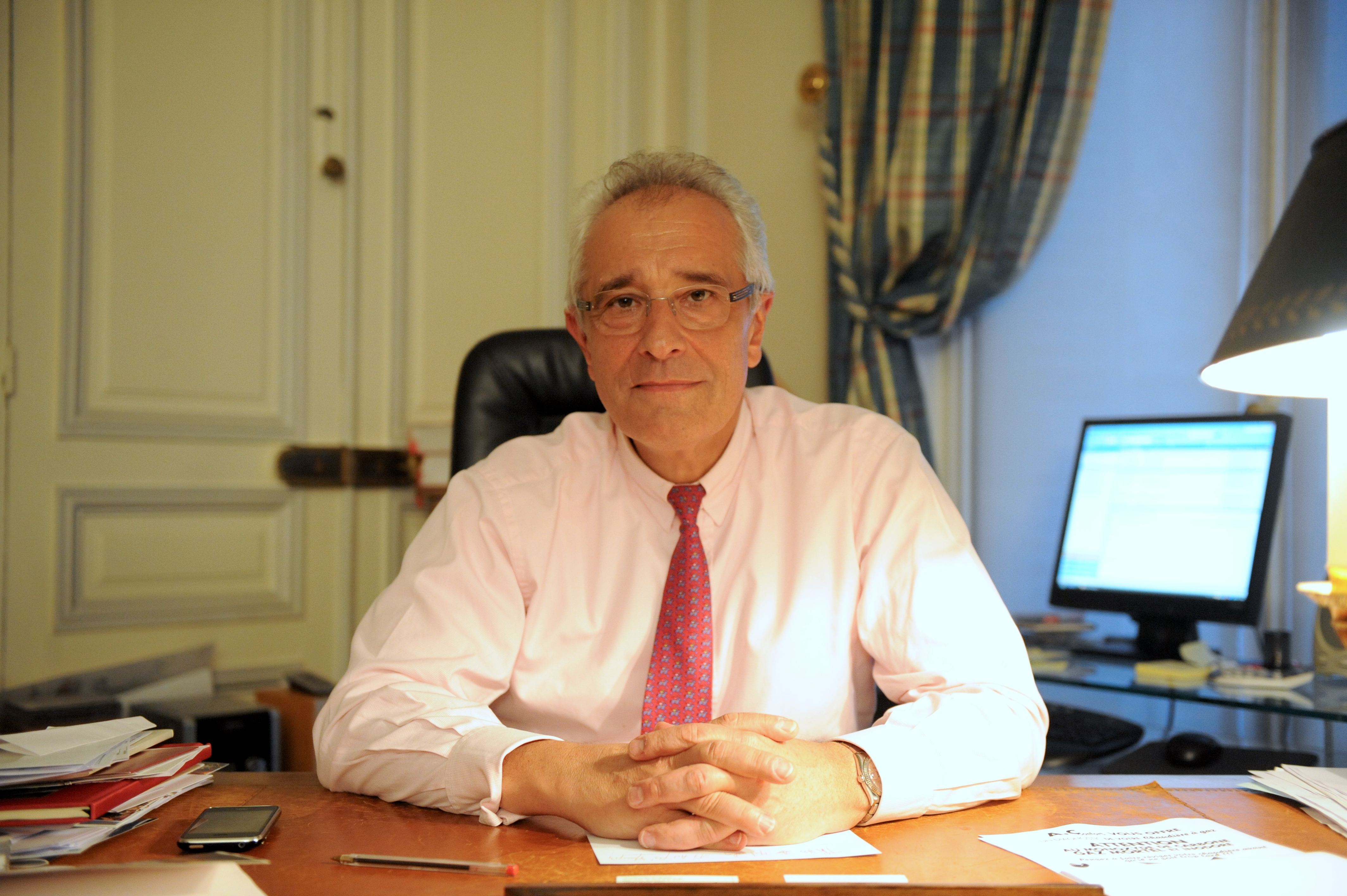
Jean-Yves Le Borgne, le 13 janvier 2011 à Paris.

Jean-Yves Le Borgne est un avocat français né le 6 juin 1950,.

## Biographie
Titulaire d'une licence de philosophie, Jean-Yves Le Borgne envisage dans un premier temps l'enseignement. Il s'oriente cependant vers le droit et prête serment en 1973.
Pendant deux décennies il plaide en défense, dans les tribunaux correctionnels et les cours d'assises. En 2000, il s'associe avec l'avocat Christian Saint-Palais. 
4e secrétaire de la Conférence du Stage en 1977 (promotion Michel Vauzelle), il deviendra membre du Conseil de l'Ordre en 1992. En parallèle, il forme les jeunes avocats et crée l'École de la Défense Pénale en 1995, ou il enseignera jusqu'en 2008. Il préside l'Association des Avocats Pénalistes de France au début des années 2000.
À partir des années 1990, Jean-Yves Le Borgne s'oriente vers le droit pénal des affaires. Il devient notamment l'avocat d'un directeur de cabinet de Jacques Chirac, et parvient à obtenir le report du procès de ce dernier. Il est dans l'affaire Bettencourt l'avocat de l'homme politique Éric Woerth, et a également comme clients l'ancien maire de Paris Jean Tiberi, la fille de Marlon Brando Cheyenne Brando, le chef d'entreprise Carlos Ghosn et le rappeur Joey Starr.
En 2008, il est candidat au poste de vice-bâtonnier du Barreau de Paris, fonction qui n'existe alors pas et qui sera créée à la suite de son élection.
Dans les années 2010, Jean-Yves Le Borgne s'engage pour la réforme de la garde à vue, notamment avec la publication d'un essai critique La garde à vue, un résidu de barbarie (Le Cherche Midi, 2011).
Il fonde dans les années 1980 un micro-parti avec Gilles-Jean Portejoie et Olivier Stirn, l'Union Centriste Républicaine. Se décrivant comme gaulliste de gauche, il sera par la suite un compagnon de route de l'Union pour un mouvement populaire. 

## Publication
- La garde à vue, un résidu de barbarie, Paris, Le Cherche Midi, 2011
- Changer la justice, Paris, PUF, 2017
- Accusés, levez-vous, Grund, 2022
- Coupable liberté, Fayard, 2025

## Décoration
- Officier de l'ordre national du Mérite Il est promu officier par décret du 2 mai 2012[4]. Il était chevalier par décret du 2 octobre 1996.
- Officier de la Légion d'honneur